# Uniform tér
A matematikában, azon belül a topológia területén használatos fogalom az uniform tér, ami az egyenletes tulajdonságokat (teljesség, egyenletes konvergencia, egyenletesen folytonos) igyekszik megragadni. Egy uniform tér nem más, mint egy uniform struktúrával felruházott halmaz. Erősebb, mint egy topologikus tér (minden uniform tér egyben topologikus tér is), de általánosabb, mint egy metrikus tér vagy egy topologikus csoport.

## Története
André Weil 1937-es definíciója előtt az egyenletességet, ahogy a teljességet, a metrikus terekre gondolva tárgyalták. Nicolas Bourbaki kiterjesztette a definíciót a Topologie Générale című könyvében, és John Tukey adta a fedéses definíciót. Weil jellemezte is az uniform tereket félmetrikákkal.

## Motiváció
A metrikus terekben a folytonosság és az egyenletesség fogalmát δ-kkal és ε-okkal definiálják, amik numerikusan írják le a távolságot. Topologikus terekben a folytonosságot nyílt környezetekkel fejezik ki, ahol is az a∈G kifejezés helyettesíti |x−a|<δ-t. Ezzel a folytonosság átvihető topologikus terekre.
Az uniform terekben az |x−a|<δ kifejezést a∈U[x] pótolja. Ezáltal az egyenletesség kiterjeszthető az uniform terekre.
Az uniform struktúra lehetővé teszi a közelség egyenletes, egész térre érvényes definícióját. A környékek axiómái lehetővé teszik a közelség nem numerikus értelmezését, mivel magukban foglalják a háromszög-egyenlőtlenséget, és a halmazok felezését.
Egy uniform fedésben szereplő halmazok ugyanolyan méretűnek számítanak. A finomítás az axiómákkal együtt azt jelenti, hogy minden uniform fedéshez van fele akkora méretű uniform fedés.

## Definíció

### Környékekkel
Egy uniform tér egy halmaz-párból áll, {\displaystyle (X,\Phi )}, ahol {\displaystyle X} a tér alaphalmaza, {\displaystyle \Phi \subseteq 2^{X\times X}} pedig a környékek (franciául entourage) halmaza, a következő feltételekkel:
1. Minden {\displaystyle U\in \Phi } tartalmazza az átlót: {\displaystyle \{(x,x):x\in U\}}
2. Ha {\displaystyle U\in \Phi }, és {\displaystyle U\subseteq V\subseteq X\times X}, akkor {\displaystyle V\in \Phi }
3. Ha {\displaystyle U,V\in \Phi }, akkor {\displaystyle U\cap V\in \Phi }
4. Ha {\displaystyle U\in \Phi }, akkor létezik egy {\displaystyle V} eleme {\displaystyle \Phi }-nek, hogy valahányszor {\displaystyle (x,y)\in V} és {\displaystyle (y,z)\in V}, akkor {\displaystyle (x,z)\in U}
5. Minden {\displaystyle U\in \Phi }-hez annak „tükörképe”, {\displaystyle \{(y,x):(y,x)\in U\}} is eleme {\displaystyle \Phi }-nek.

### Uniform fedéssel
Az {\displaystyle (X,\Theta )} páros uniform tér, ha X alaphalmaz, és Θ fedések egy családja, amikre teljesülnek a következők:
1. {X} eleme Θ-nak.
2. Legyenek a P fedés Θ eleme, és legyen Q fedés, hogy minden A∈P-hez van U∈Q, hogy U tartalmaz minden P-beli B halmazt, ami nem diszjunkt A-tól. Ezt úgy nevezzük, hogy a P fedés a Q fedés finomítása. Ekkor Q∈Θ.
3. Ha a P és a Q fedés is eleme Θ-nak, akkor van közös finomításuk Θ-ban.

Θ elemei az uniform fedések, és Θ fedési struktúra.
Tekintve egy P uniform fedést, és egy x eleme X pontot, az x-et tartalmazó P-beli halmazok egyesítése x P méretű környezete. Ez a mérték az egész térre kiterjeszthető.
A két megadási mód könnyen átváltható egymásba. Legyen ugyanis az uniform tér környékekkel megadva. Ekkor egy P fedés uniform, ha minden x∈X-hez van U[x]⊆A környék, ahol A∈P. Az ilyen fedések az uniform tér fedési struktúráját adják.
Legyen most az uniform tér fedési struktúrával adva. Ekkor az ∪{A×A: A∈P}-ket tartalmazó halmazok az adott uniform tér szomszédságai, ahol P végigfut a tér uniform fedésein. Ez a két transzformáció egymás inverze.

### Félmetrikával
Jelölje X az alaphalmazt, és legyen a {\displaystyle d\,:\;X\times X\to \mathbb {R} \;} leképezés félmetrika:
1. {\displaystyle d(x,x)=0}
2. {\displaystyle d(x,y)=d(y,x)} szimmetria
3. {\displaystyle d(x,y)\leq d(x,z)+d(z,y)} háromszög-egyenlőtlenség

Tekintsük most a következőkben megadott F rendszert:
{\displaystyle d^{-1}([0;a[)=\{(x,y)\in X\times X|d(x,y)<a\}},
{\displaystyle F:=\{d^{-1}([0;a[)|a\in \mathbb {R} _{+}\}}
Ez a d félmetrika által definiált rendszer generálja a környékek halmazrendszerét. Környékek lesznek mindazok a részhalmazok, amik tartalmazzák a generátorhalmaz egy elemét.
Ha félmetrikák egy családja által definiált fundamentális rendszerről van szó, akkor az így előállt legdurvább uniform struktúra a család által definiált uniform struktúra.
A megszámlálható fundamentális rendszerrel megadott uniform terekből visszanyerhető a pszeudometrika.

## Kritériumok környékbázisra
Ahhoz, hogy egy {\displaystyle {\mathcal {B}}} halmazrendszer környékbázis legyen, a következő feltételeknek kell eleget tennie:
1. {\displaystyle V_{1},V_{2}\in {\mathcal {B}}}; ekkor van {\displaystyle V_{3}\in {\mathcal {B}}}, hogy {\displaystyle V_{3}\subset V_{1}\cap V_{2}}
2. Ha {\displaystyle V\in {\mathcal {B}}}, akkor van {\displaystyle W\in {\mathcal {B}}} hogy {\displaystyle 2W\subset V}
3. {\displaystyle {\mathcal {B}}} összemetszve a főátlót adja.

{\displaystyle {\mathcal {B}}} akkor és csak akkor környezetbázis, ha teljesíti ezeket a feltételeket. Ekkor a {\displaystyle {\mathcal {B}}} valamely elemét tartalmazó halmazok adják a {\displaystyle {\mathcal {B}}} bázisú uniform tér környékeit.

## Kapcsolat más struktúrákkal
Bármely {\displaystyle (X,\Phi )} metrikus térhez hozzárendelhető egy uniform struktúra oly módon, hogy egy {\displaystyle V\subseteq X\times X} pontosan akkor lesz környék, ha létezik egy {\displaystyle \varepsilon >0} valós szám, hogy minden {\displaystyle x}, {\displaystyle y} párra, ha {\displaystyle d(x,y)<\varepsilon }, akkor {\displaystyle (x,y)} benne van {\displaystyle V}-ben.
Egy {\displaystyle G} topologikus csoport uniform struktúrája úgy definiálható, hogy egy {\displaystyle V} halmaz pontosan akkor legyen környék, amennyiben létezik az egységelemnek egy {\displaystyle U} környezete, hogy {\displaystyle \{(x,y):x\cdot y^{-1}\in U\}} része {\displaystyle V}-nek.
Minden uniform téren természetes módon értelmezhető egy topologikus struktúra, nevezetesen egy {\displaystyle G} halmaz pontosan akkor legyen nyílt, ha bármely {\displaystyle x\in G}-hez létezik egy olyan {\displaystyle V} környék, hogy {\displaystyle V[x]} ({\displaystyle V}-nek {\displaystyle x}-szel vett szelete, azaz {\displaystyle \{y:(x,y)\in V\}}) része legyen {\displaystyle G}-nek. Két különböző uniform térnek lehet azonos a topologikus struktúrája.

## Topológia
Egy X halmazon megadott unitér struktúra topológiát is generál az X halmazon. Ebben egy G halmaz nyílt, ha G tartalmazza minden x pontjának egy V környékét. Az így kapott topologikus térből nem állítható vissza egyértelműen az uniform struktúra; más szóval, több uniform struktúra is adhatja ugyanazt a topologikus teret.
Az így nyert topologikus terek teljes reguláris terek, és bennük bármely két, topologikusan megkülönböztethető pont szeparálható. Két pont topologikusan megkülönböztethető, ha nem minden környezetük azonos. Megfordítva, minden teljes reguláris topologikus térhez van legalább egy uniform struktúra. Egy ilyen az a legdurvább uniform struktúra, amire nézve az összes folytonos függvény egyenletesen folytonos. A kompakt Hausdorff-terekhez ez az egyetlen uniform struktúra.
Egy X uniform tér akkor és csak akkor Kolmogorov-tér, ha az összes környék metszete a főátló. Ekkor X Tyihinov-tér, ezzel Hausdorff-tér is egyben.
Sőt, az X uniformizálható topologikus térre ekvivalensek:
- X Kolmogorov-tér
- X Hausdorff-tér
- X Tyihinov-tér.

Egy Hausdorff-féle uniform tér metrizálható, ha generálható félmetrikák megszámlálható családjával. Ez az uniform struktúra egyetlen félmetrikával is generálható, ami a Hausdorff-tulajdonság miatt metrika. Ez a gondolatmenet félnormákkal is eljátszható.

## Egyenletesen folytonos függvények
Az egyenletesen folytonos függvények épp azok a függvények, amik környéket környékbe visznek. Ekvivalensen, fedési struktúra ősképe fedési struktúra.
Ahogy a folytonos függvények megtartják a topologikus tulajdonságokat (nyílt, zárt, kompakt, összefüggő), úgy az egyenletesen folytonos függvények megőrzik az uniform struktúrát. A két uniform struktúra közötti izomorfizmusokat uniform izomorfizmusoknak nevezzük.

## Teljesség
A teljes metrikus terek alapján bevezethetők a teljes uniform terek. Ehhez Cauchy-sorozatok helyett Cauchy-szűrőket használnak.
Az F szűrő Cauchy-szűrő az X uniform térben, ha minden U uniform fedéshez van A∈F, hogy A×A ⊆ U. Más szavakkal, egy szűrő Cauchy, ha tartalmaz akármilyen kis méretű halmazokat. A definícióból következik, hogy minden konvergens szűrő Cauchy. Egy Cauchy-szűrő minimális, ha nem tartalmaz durvább Cauchy-szűrőt. Megmutatható, hogy minden Cauchy-szűrő egyértelműen tartalmaz minimális Cauchy-szűrőt; minimális Cauchy-szűrők esetén ez önmaguk. Például az egyes pontok összes környéke minimális Cauchy-szűrő.
Megfordítva, egy uniform tér teljes, ha az összes benne levő Cauchy-szűrő konvergens. Minden kompakt Hausdorff-tér teljes metrikus tér teljes uniform tér is a topológiájához illeszkedő uniform struktúrájával.
Legyenek X és Y uniform terek, és Y ezen kívül még teljes is. Jelölje A X egy sűrű részhalmazát! Ekkor az f: A → Y egyenletesen folytonos függvények egyértelműen kiterjeszthetők az egész X uniform térre.
A teljes uniformizálható terek azok a topologikus terek, amik a topológiájukhoz illeszkedően teljes uniform térré tehetők.
Minden uniform tér egyértelműen teljessé bővíthető.

## Külső link
Modern alkalmazott analízis